# Labeo polli
Labeo polli és una espècie de peix cipriniforme de la família dels ciprínids.

## Morfologia
Els mascles poden assolir els 18,4 cm de longitud total.

## Distribució geogràfica
Es troba a Àfrica: riu Congo.